# Tchiornaïa Piramida
La Tchiornaïa Piramida (Чёрная пирамида), littéralement « la Pyramide Noire », est un sommet culminant à 2 450 mètres d'altitude dans le massif d'Aïbga, situé dans le Grand Caucase occidental, dans le Sud de la Russie. Il dépend administrativement du district suburbain d'Adler et de la commune urbaine de Krasnaïa Poliana qui appartiennent au territoire du Grand-Sotchi (situé à 60 kilomètres au nord-ouest). Le village d'Esto Sadok se trouve à ses pieds et la station de ski de Gornaïa Karoussel exploite son versant sud-ouest.
La Tchiornaïa Piramida est l'un des sommets les plus élevés de l'Aïbga, le plus élevé étant le Kammeny Stolb à 2 509 mètres d'altitude. Des hauteurs, on peut observer la vallée de la Mzymta qui baigne la station de Rosa Khutor, puis Krasnaïa Poliana avant de continuer son cours jusqu'à son embouchure dans la mer Noire. On peut apercevoir aussi les sommets du Tchougouch et du Pseachkho.